# Okolona (Mississippi)
Okolona ist eine Kleinstadt (mit dem Status „City“) und neben Houston einer von zwei Verwaltungssitzen des Chickasaw County im Norden des US-amerikanischen Bundesstaates Mississippi. Das U.S. Census Bureau hat bei der Volkszählung 2020 eine Einwohnerzahl von 2513 ermittelt.

## Geografie
Okolona liegt auf 34°00′21″ nördlicher Breite und 88°45′02″ westlicher Länge und erstreckt sich über 16,5 km². 
Benachbarte Orte von Okolona sind Shannon (14,3 km nordnordöstlich), Nettleton (21,5 km nordöstlich) und Amory (25,9 km östlich). 
Die nächstgelegenen größeren Städte sind Memphis in Tennessee (208 km nordwestlich), Birmingham in Alabama (218 km ostsüdöstlich) und Mississippis Hauptstadt Jackson (256 km südwestlich).

## Verkehr
In Okolona treffen die Mississippi Highways 32, 41 und 245 zusammen. Alle weiteren Straßen sind untergeordnete teils unbefestigte Fahrwege sowie innerörtliche Straßen.
In Nord-Süd-Richtung verläuft eine Eisenbahnlinie durch das Stadtgebiet von Okolona.
Im nordöstlichen Stadtgebiet von Okolona befindet sich mit dem Okolona Municipal Airport ein kleiner Regionalflughafen. Die nächstgelegenen Großflughäfen sind der Memphis International Airport (193 km nordwestlich) und der Jackson-Evers International Airport (267 km südwestlich).

## Demografische Daten
Nach der Volkszählung im Jahr 2010 lebten in Okolona 2692 Menschen in 1081 Haushalten. Die Bevölkerungsdichte betrug 163,2 Einwohner pro Quadratkilometer. In den 1081 Haushalten lebten statistisch je 2,43 Personen. 
Ethnisch betrachtet setzte sich die Bevölkerung zusammen aus 27,9 Prozent Weißen, 70,0 Prozent Afroamerikanern, 0,1 Prozent Asiaten sowie 0,9 Prozent aus anderen ethnischen Gruppen; 1,1 Prozent stammten von zwei oder mehr Ethnien ab. Unabhängig von der ethnischen Zugehörigkeit waren 1,3 Prozent der Bevölkerung spanischer oder lateinamerikanischer Abstammung. 
25,6 Prozent der Bevölkerung waren unter 18 Jahre alt, 58,8 Prozent waren zwischen 18 und 64 und 15,6 Prozent waren 65 Jahre oder älter. 55,9 Prozent der Bevölkerung war weiblich.

Das mittlere jährliche Einkommen eines Haushalts lag bei 18.578 USD. Das Pro-Kopf-Einkommen betrug 10.854 USD. 41,8 Prozent der Einwohner lebten unterhalb der Armutsgrenze.

## Geschichte
Der Name Okolona stammt aus der Sprache der Chickasaw und war der Name, den ein Krieger dieses Stammes trug. Am 22. Februar 1864 fand in Okolona eine Schlacht statt, bei der die 
Konföderierten unter Führung von Nathan Bedford Forrest die Unionstruppen unter William Sooy Smith besiegten.

## Persönlichkeiten
- Milan Williams (1948–2006), Keyboarder und Songschreiber